# Candeleda
Candeleda è un comune spagnolo di 5 143 abitanti situato nella comunità autonoma di Castiglia e León. Si trova nel territorio del Parco regionale della Sierra de Gredos.